# Imulolong
Imulolong is een bestuurslaag in het regentschap Lembata van de provincie Oost-Nusa Tenggara, Indonesië. Imulolong telt 597 inwoners (volkstelling 2010).